# HC Litvínov
Der HC Verva Litvínov ist ein tschechischer Eishockeyverein aus Litvínov. Der Verein spielte seit der Spielzeit 1959/60 ununterbrochen in der 1. Liga der Tschechoslowakei und ist seit 1993, und damit als Gründungsmitglied, ununterbrochen Teilnehmer in der tschechischen Extraliga.
Der Verein trägt seine Heimspiele im Zimní stadion Ivana Hlinky aus. Bislang größte Erfolge sind der Gewinn von sechs Meistertiteln der Frauen- sowie ein Meistertitel der Herrenmannschaft.

## Geschichte

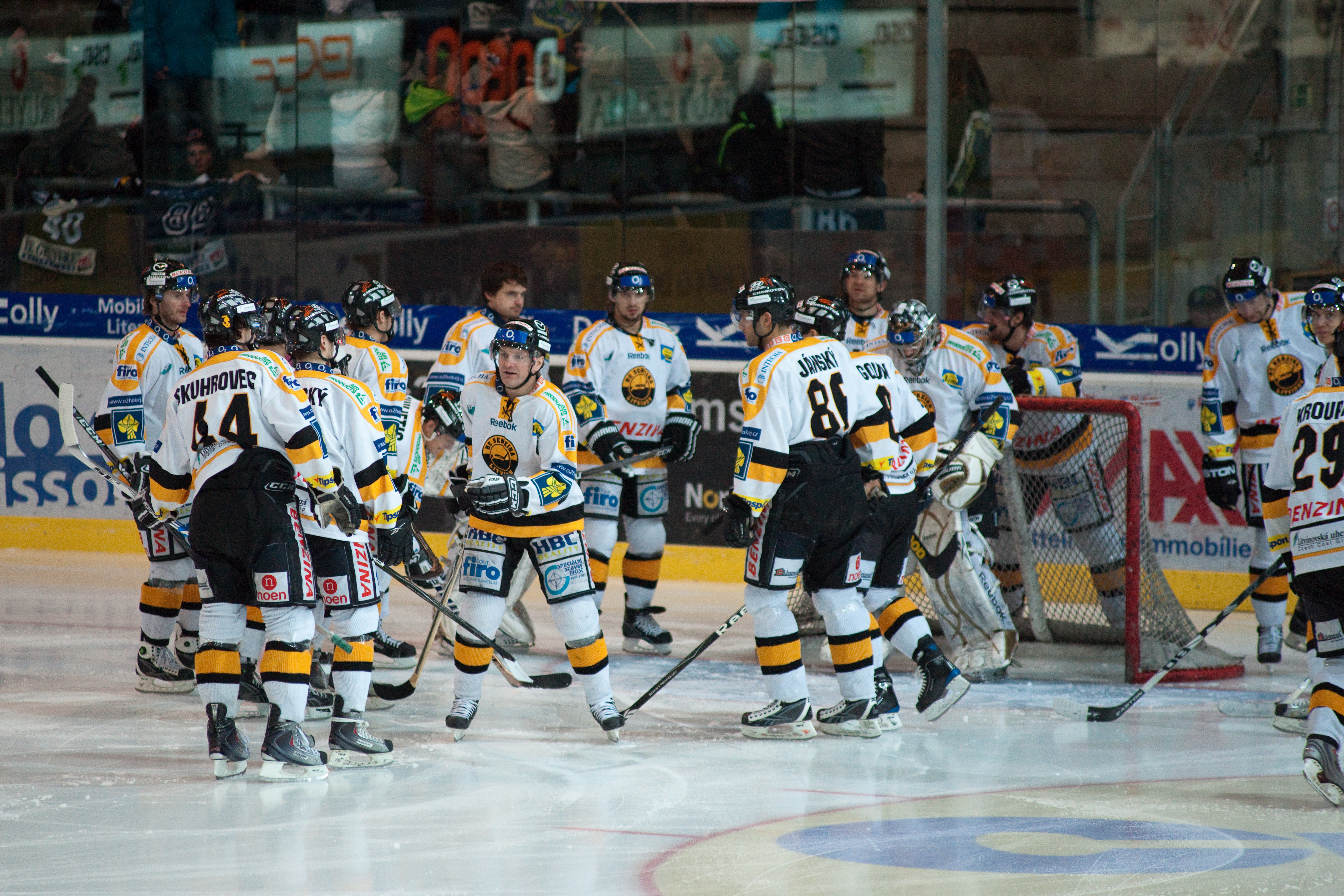
Spieler des HC Litvínov (2010)

Der Verein wurde 1945 unter der Bezeichnung „SK Stalinovy Zavody“ gegründet, 1954 in SZ Litvinov und 1961 in CHZ Litvinov umbenannt. CHZ stand dabei für „Chemické závody“ (Chemische Betriebe Litvínov). Zwischen 1991 und 2007 trug der Verein den Namenszusatz Chemopetrol nach einem der Hauptsponsoren. Heute ist der HC Litvínov zu 71 % im Besitz des Chemopetrol-Nachfolgeunternehmens Unipetrol RPA, einer Tochtergesellschaft der tschechischen Unipetrol-Gruppe.
Der Verein spielt seit 1959 in der obersten Spielklasse der Tschechoslowakei bzw. Tschechiens und nahm 1996/97 und 1998/99 an der European Hockey League teil.
Die größten Erfolge des Klubs waren die tschechoslowakische bzw. tschechische Vizemeisterschaft 1978, 1984, 1991 und 1996, das Erreichen des Viertelfinales der European Hockey League, die Juniorenmeisterschaften 1966 und 1989 sowie die tschechische Meisterschaft der Frauen 1996, 1997, 1998, 1999, 2000 und 2004.
2015 wurde der Verein erstmals tschechischer Meister. Die Finalserie endete 4:3 gegen den HC Třinec.

## Spieler

### Weltmeister, Olympiasieger und Stanley-Cup-Sieger
- Jiří Bubla (WM 1972, 1976, 1977)
- Josef Beránek (Olympia 1998)
- Jan Čaloun (Olympia 1998, WM 1999)
- Petr Franěk (WM 1996)
- Ivan Hlinka (WM 1972, 1976, 1977, Olympia 1998 (als Trainer))
- Arnold Kadlec (WM 1985)
- Lukáš Kašpar (WM 2010)
- Petr Klíma (Stanley Cup 1990)
- Robert Kysela (WM 1996)
- Robert Lang (Olympia 1998, WM 1996)
- Karel Pilař (WM 2001)
- Robert Reichel (Olympia 1998, WM 1996, 2000, 2001)
- Petr Rosol (WM 1985)
- Martin Ručinský (Olympia 1998, WM 1999, 2001, 2005)
- Vladimír Růžička (Olympia 1998, WM 1985, 2005 (als Trainer))
- Petr Svoboda (Olympia 1998, Stanley Cup 1986)
- Martin Škoula (Stanley Cup 2001)
- Jiří Šlégr (Olympia 1998, WM 2005, Stanley Cup 2002)
- Eduard Uvíra (WM 1985)

### Weitere bekannte Spieler

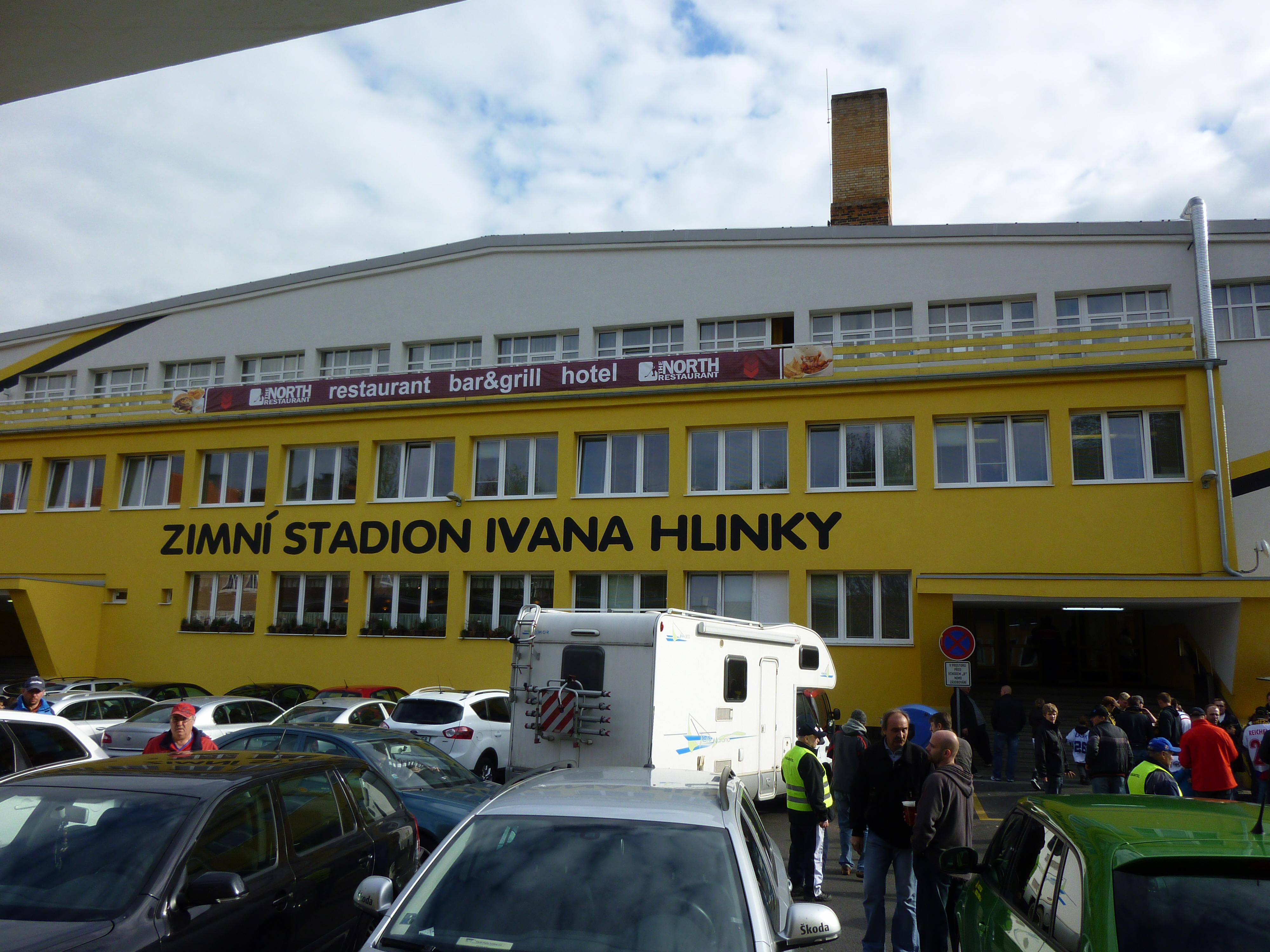
Zimní stadion Ivana Hlinky

- Jan Alinč
- Jan Benda
- Pavel Francouz
- Vladimír Jeřábek
- Kamil Kašťák
- Vojtěch Kubinčák
- Vlastimil Kroupa
- Zdeněk Orct
- Marek Pinc
- František Procházka
- Ivo Prorok
- Michal Trávníček
- Jaroslav Walter
- Miroslav Klůc

## Saisonstatistik seit 1993
| Saison    | Hauptrunde | Punkte | Platzierung | Kapitän             | Cheftrainer |
| --------- | ---------- | ------ | ----------- | ------------------- | --- |
| 1993/94   | 8. Platz   | 44     | 8. Platz    | Kamil Prachař       | Ivan Hlinka, Josef Beránek senior und Ondřej Weissmann                                                                                           |
| 1994/95   | 8. Platz   | 42     | 8. Platz    | Kamil Prachař       | František Vorlíček und Ondřej Weissmann, ab 43. Spieltag Václav Kýhos junior und Jaroslav Hübl senior                                            |
| 1995/96   | 4. Platz   | 49     | 2. Platz    | Kamil Prachař       | Josef Beránek senior und Václav Kýhos junior |
| 1996/97   | 9. Platz   | 52     | 9. Platz    |                     | Josef Beránek senior, ab dem 15. Spieltag Václav Kýhos junior und M. Kapoun                                                                      |
| 1997/98   | 7. Platz   | 56     | 7. Platz    | František Procházka | Ondřej Weissmann und Vladimír Jeřábek, ab 33. Spieltag Ivan Hlinka                                                                               |
| 1998/99   | 9. Platz   | 48     | 9. Platz    | Robert Kysela       | Ondřej Weissmann (bis 13. Spieltag), Václav Sýkora (ab 15. Spieltag) und Vladimír Jeřábek                                                        |
| 1999/2000 | 7. Platz   | 55     | 4. Platz    | Robert Reichel      | Václav Sýkora und Vladimír Jeřábek |
| 2000/01   | 4. Platz   | 81     | 7. Platz    | Robert Reichel      | Václav Sýkora und Otakar Vejvoda senior |
| 2001/02   | 13. Platz  | 55     | 13. Platz   | Petr Klíma          | Václav Kýhos junior und Viktor Lukeš, ab 40. Spieltag Josef Beránek senior und Jan Vopat junior                                                  |
| 2002/03   | 11. Platz  | 71     | 11. Platz   | Petr Klíma          | František Výborný und Jaroslav Hübl senior |
| 2003/04   | 10. Platz  | 64     | 10. Platz   | Richard Žemlička    | František Výborný, Jaroslav Hübl senior, Pavel Hynek                                                                                             |
| 2004/05   | 8. Platz   | 74     | 8. Platz    | Robert Reichel      | Josef Beránek senior und Vladimír Jeřábek, ab 39. Spieltag Vladimír Jeřábek und Petr Rosol                                                       |
| 2005/06   | 12. Platz  | 59     | 12. Platz   | Robert Reichel      | Václav Sýkora und Petr Fiala |
| 2006/07   | 12. Platz  | 74     | 12. Platz   | Robert Reichel      | Václav Sýkora und Petr Fiala, ab 41. Spieltag Jaroslav Hübl senior und Petr Rosol                                                                |
| 2007/08   | 5. Platz   | 80     | 5. Platz    | Robert Reichel      | Jaroslav Hübl senior und Petr Rosol |
| 2008/09   | 3. Platz   | 86     | 6. Platz    | Robert Reichel      | Jaroslav Hübl senior und Petr Rosol |
| 2009/10   | 10. Platz  | 70     | 10. Platz   | Robert Reichel      | Jaroslav Hübl senior und Jiří Kučera, ab 25. Sept. 2009 Jiří Kučera und Jiří Šlégr                                                               |
| 2010/11   | 8. Platz   | 77     | 8. Platz    | Roman Vopat         | Robert Reichel und Jiří Kučera, ab 22. Jan. 2011 Vladimír Kýhos und Jiří Kučera                                                                  |
| 2011/12   | 13. Platz  | 64     | 13. Platz   | Martin Ručinský     | Vladimír Kýhos und Jiří Kučera, gefolgt von Jiří Kučera, Viktor Lukeš und Jiří Šlégr, gefolgt von Vladimír Jeřábek, Viktor Lukeš und Jiří Šlégr. |
| 2012/13   | 6. Platz   | 83     | 6. Platz    | Michal Trávníček    | Vladimír Jeřábek und Petr Rosol (Trainerduo) |
| 2013/14   | 11. Platz  | 71     | 11. Platz   | Michal Trávníček    | Vladimír Jeřábek und Petr Rosol (Trainerduo) |
| 2014/15   | 2. Platz   | 105    | 1. Platz    | Michal Trávníček    | Radim Rulík und Miloslav Hořava senior (Trainerduo)                                                                                              |
| 2015/16   | 13. Platz  | 55     | 13. Platz   | Michal Trávníček    | Radim Rulík, Ondřej Weissmann, Jiří Šlégr |
| 2016/17   | 5. Platz   | 88     | 7. Platz    | Michal Trávníček    | Radim Rulík, Darek Stránský |
| 2017/18   | 14. Platz  | 50     | 14. Platz   | Michal Trávníček    | Radim Rulík, Darek Stránský |
| 2018/19   | 11. Platz  | 71     | 11. Platz   | Michal Trávníček    | Milan Razým |